# جو جاكوبس
جو جاكوبس (بالإنجليزية: Joe Jacobs)‏ هو لاعب كرة قدم أمريكية أمريكي، ولد في 21 سبتمبر 1970 في بنيسيا في الولايات المتحدة.